# Chris Sullivan
Chris Sullivan (Palm Springs, 19 luglio 1980) è un attore e musicista statunitense.

## Filmografia

### Attore

#### Cinema
- Welcome to Man-Bottomless (2006) - cortometraggio
- North Starr, regia di Matthew Stanton (2008)
- Sugar (2008) - cortometraggio
- Death and the Red Dress (2012) - cortometraggio
- Chi è senza colpa (The Drop), regia di Michaël R. Roskam (2014)
- Morgan, regia di Luke Scott (2016)
- Imperium, regia di Daniel Ragussis (2016)
- La legge della notte (Live by Night), regia di Ben Affleck (2016)
- Guardiani della Galassia Vol. 2 (Guardians of the Galaxy Vol. 2), regia di James Gunn (2017)
- The Independents, regia di Greg Naughton (2018)
- La strada che scegli (Adopt a Highway), regia di Logan Marshall-Green (2019)
- I Trapped the Devil, regia di Josh Lobo (2019)
- Broadcast Signal Intrusion, regia di Jacob Gentry (2021)
- Agnes, regia di Mickey Reece (2021)
- Presence, regia di Steven Soderbergh (2024)

#### Televisione
- Pleading Guilty – film TV (2010)
- Weekends at Bellevue – film TV (2011)
- A Gifted Man – serie TV, episodio 1x10 (2012)
- Elementary – serie TV, episodio 1x13 (2013)
- Law & Order - Unità vittime speciali (Law & Order: Special Victims Unit) – serie TV, episodio 14x13 (2013)
- The Americans – serie TV, episodio 1x08 (2013)
- The Normal Heart – film TV, regia di Ryan Murphy (2014)
- Where's This Party? – webserie (2014-2015)
- Peter Pan Live! – film TV, regia di Rob Ashford e Glenn Weiss (2014)
- The Knick – serie TV, 19 episodi (2014-2015)
- Stranger Things – serie TV, 2 episodi (2016)
- This Is Us – serie TV, 106 episodi (2016-2022)
- Curb your enthusiasm – serie TV, episodio 9x10 (2017)
- Camping – serie TV, 8 episodi (2018)
- The Good Fight – serie TV, episodio 3x10 (2019)
- The Calling – serie TV, 4 episodi (2022)

### Doppiatore
- Anfibia (Amphibia) – serie TV, 3 episodi (2019)
- Where’s Waldo? – serie TV, episodio 1x20 (2019)
- Vampirina – serie TV, 2 episodi (2020)
- What if...? – serie TV, episodio 1x02 (2021)
- American Dad! – serie TV, episodio 18x03 (2023)
- Un piccolo Batman per un grande Bat-Natale (Merry Little Batman), regia di Mike Roth (2023)
- Megamind vs. the Doom Syndicate, regia di Eric Fogel (2024)
- Megamind Rules! – serie TV, 9 episodi (2024)

## Doppiatori italiani
Nelle versioni in italiano delle opere in cui ha recitato, Chris Sullivan è stato doppiato da:
- Roberto Draghetti in The Knick, Morgan
- Massimo Bitossi in Camping, The Good Fight
- Andrea Lopez in A Gifted Man
- Francesco Cavuoto in Stranger Things
- Teo Bellia in This Is Us
- Metello Mori in Guardiani della Galassia Vol. 2
- Massimo De Ambrosis in Presence